# إذاعة الأمم المتحدة
إذاعة الأمم المتحدة هي خدمة بث إذاعية دولية تابعة للأمم المتحدة، تأسست في في 13 فبراير 1946 بهدف تعزيز «المثل العالمية للأمم المتحدة، بما في ذلك السلام واحترام حقوق الإنسان والمساواة بين الجنسين والتسامح والتنمية الاقتصادية والاجتماعية واحترام القانون الدولي». تصدر الإذاعة 1200 تقريرا سنويًا.
في عام 2017، اندمجت إذاعة الأمم المتحدة ومركز أنباءها ليشكلا أخبار الأمم المتحدة، الذي ينتج الأخبار اليومية ومحتوى الوسائط المتعددة باللغات العربية والصينية والإنجليزية والفرنسية والسواحيلية والبرتغالية والروسية والإسبانية والهندية. في نسختها الجديدة، تواصل الإذاعة إنتاج وبث أخبار يومية ومقالات عن عمل الأمم المتحدة والدول الأعضاء فيها بثماني لغات لأكثر من 2000 محطة إذاعية شريكة حول العالم.

## تاريخ
في عام 1929، بدأت إذاعات عصبة الأمم عبر جهاز إرسال المحطة الهولندية PCJJ وابتداءً من عام 1932، تحول البث إلى أجهزة الإرسال الخاصة بعصبة الأمم في سويسرا. وكان آخر بث ل«راديو الأمم» في عام 1939 قبل حل عصبة الأمم نهائيا.
أُنشئت إذاعة الأمم المتحدة بموجب قرار من الجمعية العامة للأمم المتحدة في 13 فبراير 1946. وينص القرار رقم 13 (I)، الذي يفوض إدارة شؤون الإعلام بإنشاء إذاعة الأمم المتحدة، على أن «"الأمم المتحدة لا تستطيع تحقيق الأغراض التي أنشئت من أجلها ما لم تكن شعوب العالم على علم تام بأهدافها وأنشطتها"».
بدأت إذاعة الأمم المتحدة البث في عام 1946 من استوديوهات ومكاتب مؤقتة في مقر الأمم المتحدة في نيويورك، حيث نقلت أول إشارة نداء لها: «"هذه هي الأمم المتحدة التي تدعو شعوب العالم"». ومع ذلك، في ظل غياب وسائل البث، كان عليها الاتصال بقسم البث الدولي في وزارة الخارجية الأمريكية وهيئة الإذاعة البريطانية بي بي سي.
من 1953 إلى 1985، استخدمت الإذاعة وقت بث صوت أمريكا. وتم البث باللغات الرسمية الخمس أنذاك: الإنجليزية والصينية والإسبانية والفرنسية والروسية. خلال الخمسينيات والستينيات والسبعينيات من القرن الماضي، أنتجت برامج كانت تبث بانتظام على الموجات التردد العالي بـ 33 لغة. وفي عام 1984، كانت تنتج 2000 بث في العام بـ 25 لغة. في عام 1985، أوقفت تعاونها مع إذاعة صوت أمريكا واستخدمت خدمات البث الإذاعي في إفريقيا وآسيا وأمريكا اللاتينية ومنطقة البحر الكاريبي.
في نوفمبر وديسمبر 2016، قالت محطات إذاعية أصغر استطلعت عنها إذاعة الأمم المتحدة، أنه بسبب نقص الموارد اللازمة لإنتاج محتواها الخاص، كان محتوى الأمم المتحدة ضروريًا، لأنه في كثير من الحالات كان المصدر الوحيد للأخبار الدولية.

## لغات البث
- اللغة الإنجليزية
- اللغة العربية
- الصينية
- اللغة الإسبانية
- اللغة الفرنسية
- اللغة الروسية
- اللغة البرتغالية
- اللغة السواحلية
- اللغة البنغالية